# The Ghost of Tom Joad
The Ghost of Tom Joad er det ellevte studiealbum af Bruce Springsteen, udgivet i 1995 af Columbia Records. Albummet er indspillet og mixet i Thrill Hill Studio i foråret og sommeren 1995. Musikalsk og tekstmæssigt minder det om Springsteens 1982 anmelderroste album Nebraska. Albummets udgivelse blev efterfulgt af en akustisk solo turné.

## Modtagelse og komposition
The Ghost of Tom Joad blev modtaget af gode anmeldelser. Mikal Gilmore fra Rolling Stone kaldte det "Springsteens bedste album i ti år" og fandt det "blandt det modigste, som nogen har givet os i dette årti". Albummet nåede dog kun nummer #11 på Billboard 200 listen.
Albummet er hovedsageligt af akustisk guitar og teksterne på de fleste af numrene er en dyster afspejling af livet i midten af 1990'erne i USA og Mexico. Tom Joad er hovedpersonen i John Steinbecks The Grapes of Wrath. Springsteen har udtalt at han først blev inspireret af John Fords filmatisering af romanen.

### Tema
The Ghost of Tom Joad minder om den minimalistiske produktion og instrumentering af Nebraska (selv om det indeholder et lille baggrunds band på flere numre, hvor Nebraska kun fremhævede Springsteen). Det minder også om Nebraskas mørke historier om desperate og til tider voldsomme tegn for overlevelse i USA. Titelnummeret fungerer som albummets midtpunkt, der udtrykker søgen efter modstandskraft under hårde tider ("The highway is alive tonight/But where its headed everybody knows/I'm sittin' down here in the campfire light/searchin' for the ghost of Tom Joad," omkvædet). "Youngstown" og "Galveston Bay" tilbagekalder Springsteens tidligere arbejde fra Born in the U.S.A. med henvisninger til Factory Life og Vietnamkrigens krigsveteraner.
På numre som "Across the Border" og "Sinaloa Cowboys," synger han om situationen for mexicanske immigranter og deres søgen efter et bedre liv i USA. Mere end nogle af de andre sange på albummet, minder "The New Timer" meget om Nebraska. Det deler melodiske ligheder med albummets titelnummer og følger en desperat arbejdstager under Den Store Depression, hvis partner er blevet dræbt af nogen, der dræber "bare for at dræbe." Sangen ender med de barske linjer "My Jesus your gracious love and mercy/Tonight I'm sorry could not fill my heart/Like one good rifle/And the name of who I ought to kill." Albummet slutter med "My Best Was Never Good Enough", som henviser eksplicit til temaerne på resten af albummet. Sangen indeholder Springsteens take på populære ordsprog som: "'Now life's like a box of chocolates,/You never know what you're going to get'/'Stupid is as stupid does and all the rest of that shit," ((en oplagt henvisning til "Forrest Gump"). Dog kan denne sang ses som de desperate figurer fra de tidligere numre på albummet, der udtrykker deres frustration over, at deres "bedste var aldrig godt nok" (som sangens omkvæd går). 

## Trackliste
Alle sange er skrevet af Bruce Springsteen.
| #   | Titel                           | Længde |
| --- | ------------------------------- | ------ |
| 1.  | "The Ghost of Tom Joad"         | 4:23   |
| 2.  | "Straight Time"                 | 3:25   |
| 3.  | "Highway 29"                    | 3:39   |
| 4.  | "Youngstown"                    | 3:52   |
| 5.  | "Sinaloa Cowboys"               | 3:51   |
| 6.  | "The Line"                      | 5:14   |
| 7.  | "Balboa Park"                   | 3:19   |
| 8.  | "Dry Lightning"                 | 3:30   |
| 9.  | "The New Timer"                 | 5:45   |
| 10. | "Across the Border"             | 5:24   |
| 11. | "Galveston Bay"                 | 5:04   |
| 12. | "My Best Was Never Good Enough" | 2:00   |

## Medvirkende
- Bruce Springsteen – bass, guitar, keyboards, harmonika, vokal, producer
- Danny Federici – harmonika, keyboards
- Gary Mallaber – trommer
- Garry Tallent – bass
- Soozie Tyrell – violin, støttevokal
- Patti Scialfa – støttevokal
- Toby Scott – lydtekniker
- Greg Goldman – recording assistent
- Terry Magovern – research
- Sandra Choron – design
- Eric Dinyer – design
- Pamela Springsteen – fotograf